# 乒乓球
（英語：或，粵語口語又作乒乓波，又簡稱乒球），是一种球類運動。它與羽毛球以及網球同為球拍運動的一種，流行於世界各地。
雙方球員手持乒乓球拍、隔著架有球網的球桌互相對打。可作為單打或雙打，兩方互相擊球直至一方無法回球或一方擊打的球沒有落在對方檯面，另一方便能得分。
桌球規則在一局比賽中，先得11分的一方為勝方； 10 比10 平手後，先連續多得2分的一方為勝方。通常在國際正式比賽，單項賽（單打、雙打）採用七局四勝制，團體賽中的單打或雙打採用五局三勝制。 在巡迴公開賽中的雙打雖然亦為單項賽，但採用五局三勝制。

## 名稱
「乒乓球」一词得名於其打擊時發出的「ping pong」聲音，該擬聲詞由英国制造商J. Jaques & Son Ltd在1901年註冊為商標。因此，在中國大陆、香港及澳門便以「乒乓球」此一音譯作為其官方名稱。其中，「乒乓」二字始見於明代，是一對變體表音字，即通過輕微改變「兵」的形體來標示與之相似的讀音。

## 歷史

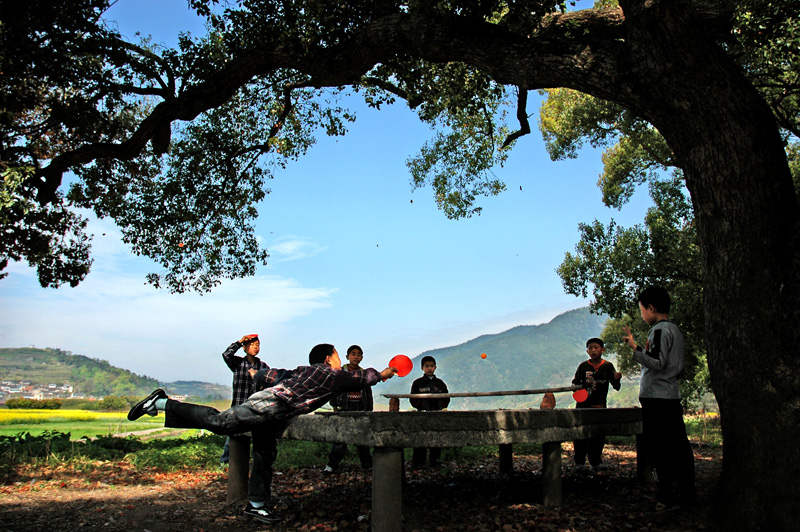
中国山村中正在打乒乓球的孩子们

这项运动起源于维多利亚时代的英国，当时上流社会的人將其視为饭后的客厅游戏遊玩。最初被称为“桌上网球”（table tennis），亦有人稱作“室内网球”（indoor tennis）。
20世紀初，乒乓球運動開始在歐洲和亞洲蓬勃開展起來。1926年，在德國柏林舉行了國際乒乓球邀請賽，同時成立了國際乒乓球聯合會。第一屆世桌賽譜寫了乒乓球早期運動的歷史新篇章，為今後的世界錦標賽奠定了基礎。從1926年至1939年，世界乒乓球錦標賽每年都舉行1次。從2003年第47屆世乒賽開始，國際乒聯決定將把單項與團體比賽分開進行。多年的發展也使乒乓球的球拍、比賽用球和規則發生了很大的變化。最初的球拍是块略经加工的木板，后来有人在球拍上贴一层羊皮。后来，欧洲人再把带有胶粒的橡皮贴在球拍上。在20世纪50年代初，日本人又发明了贴有厚海棉的球拍。
乒乓球運動於1988年夏季被首次列為奧運會正式比賽項目。

## 规则

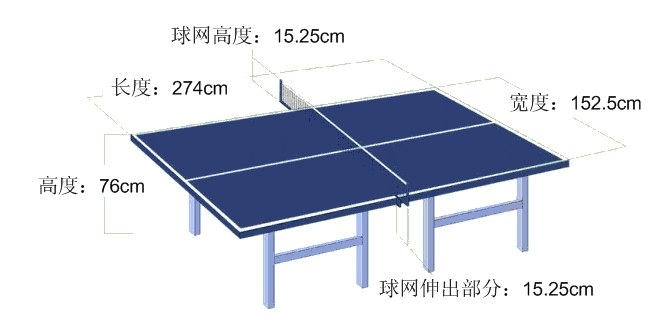
乒乓球台示意图

当今的世界比赛标准用球是一个具有高弹性的空心塑膠球。球直径40毫米，重2.7公克。球檯2.74米长，1.525米宽，76厘米高。檯面用高密度纤维板或者类似的加工木料做成，并被涂上了一层低摩擦的专用光滑涂料。
球台被一个高15.25厘米的球网分为两部分。球员必须配备乒乓球拍。球拍由木制球板、海绵、以及橡胶皮组成。比赛的每一分由一方球员发球开始。發球员必须用手把球垂直於地面向上抛起，不得使球旋转，并使球在离开非执拍手的手掌之后上升至少16厘米。当球从抛起的最高点下降时，發球员方可击球，使球首先触及本方檯区，然后越过或绕过球网装置，再触及接发球员的檯区。然后接球员必须还击，使球直接越过或绕过球网装置，或触及球网装置后，再触及对方檯区。然后双方球员轮流击球，如此反复下去，直到某一方無法將球回擊至另一方之球檯上，此時判另一方得1分。比赛通常以五局三勝或七局四勝（正式國際比賽賽制）的形式進行，每局的勝方必須至少得11分，而且比敗方至少多得2分（若對方已得10分，己方必須得12分方可贏得此局，其餘以此類推）。
乒乓球桌子也在不断变化中，早年桌子只有90厘米宽，网高是17厘米，后来国际乒联皆改为现在的制度。早年乒乓球直径是38毫米，现在是40毫米。最近國際乒聯决定从2014年7月1日起，在国际比赛中推广使用以聚酯纤维为材料的新球，代替“赛璐珞”（celluloid）为材质的旧球，以避免旧球有毒易燃的缺点 ，且為了降低球速，增加來回，亦增加觀賞性，將原本39.50至40.50毫米的直徑，上調为40.00至40.60毫米，標示為40+。

## 場地設施
地面应为木制或经国际乒联批准的品牌和种类的可移动塑胶地板。地板具有弹性，没有其它体育项目的标线和标识。地板的颜色不能太浅或反光强烈，可为红色或深红色；不能过量使用油或蜡，以避免打滑。馆内比赛区域的空气流速控制在每秒0.2至0.3米之内，温度为20-25℃左右，或低于室外温度5℃。

## 比赛用具
乒乓球比賽的用具包括：球拍、膠皮、比賽用球、球桌及防滑地膠等。

### 球拍（racket/bat）

#### 材質規定
根據國際乒乓球聯盟（International Table Tennis Federation，ITTF）的規定，球拍的組成中，至少要有85％是天然木材，可使用纖維材料或壓縮紙作為強化層，但強化層的厚度應小於球拍總厚度的7.5％或0.35毫米。

#### 類型（依結構區分）
- 單板：整支球拍是由單一層天然木材，加工製成，常見木材包括檜木、柏木。單板球拍對於木紋的疏密、角度與均勻度有較高要求，會對擊球時的力量傳遞與手感有極大影響。
- 夾板：球拍是由多層木材或強化層組成，一般來說，夾板會使用纖維方向不同的木材夾層加以組合製成，根據木材夾層的層次多寡，又可分為三夾、五夾、七夾甚至九夾，且夾層由內而外可分為芯材、力材與面材[9]。

#### 類型（依握法區分）
- 直拍(penhold grip)：又稱直板，外觀上幾乎與橫板一樣，但通常拍形較長（約151mm*160mm），握柄處較短，兩面均可貼皮，以反面膠皮擊球即所謂「直拍橫打」，在國際乒壇許昕、黃鎮廷等人為代表的打法。在反手方面，可採用部分推擋部分直拍橫打（如劉國梁、馬琳），或是全直拍橫打（如王皓）的打法。中國式直板在中國業餘球界最為盛行，其他如台灣或香港地區業餘球界亦有人使用。中國式直板在結構選材上幾乎清一色為夾板，少數品牌如DARKER、銀河曾推出單一檜木材質，惟因厚度太厚，市場接受度不高。
- 橫拍(shakehand grip)：又稱刀板、負手板，起源於歐洲，為最早出現且最常見的握拍類型，尤其在職業選手中，橫拍握法占九成以上。

### 膠皮（rubber）

#### 尺寸規定
- 若是無海綿膠皮，膠皮和黏著劑的总厚度不能超過4毫米，若是有海綿膠皮，膠皮和黏著劑的总厚度不能超過4毫米。
- 膠皮必須是連續、平整且厚度均勻的。
- 球板兩面的膠皮必須是紅色、綠色、粉紅、藍色、紫色和黑色，不能同色[8]。

#### 類型
- 反膠：膠皮平坦的一面朝外，以接觸球體。由於膠皮能與球接觸時，能透過形變增加與球的接觸面積，因此球手可以容易施力產生強烈旋轉[10]。
- 正膠：俗稱短顆粒，又根據膠質是否硫化的不同，分為生膠與熟膠，生膠的短顆粒通常顆粒大小較大，又稱中顆粒。
- 長膠：俗稱長顆粒。
- 防弧：俗稱Anti，無摩擦膠面。

## 技術和戰術
技術是戰術的基礎，戰術是技術的綜合運用。打球的動作，拍型，觸球部位，是技術問題；而針對對方手感不佳，發不轉球誘其回球飄高，持續攻壓導致對方失誤，或者待機搶攻對方，或者制定計劃，則屬戰術考量。

### 技術種類
- 發球
  - 正手發下旋、側旋、側上旋、側下旋
  - 正手發逆側旋、逆側上旋、逆側下旋
  - 正手發急球、不轉球
  - 反手發下旋、側旋、側上旋、側下旋
  - 反手發逆側旋、逆側上旋、逆側下旋
- 台內接發球或回球
  - 正、反手擺短、劈長（搓）、撇
  - 正手挑打、突擊（常形成出台對攻）
  - 反手彈擊、擰拉（常形成出台對攻）
- 出台接發球或回球
  - 正、反手前衝弧圈、高吊弧圈、快帶（撕）
  - 正、反手側切
  - 正、反手削球
  - 正、反手放高球、長球

### 战术種類
- 发球抢攻战术
  - 发侧上下旋后抢攻。
  - 发急球后抢推抢攻。
- 接发球抢攻战术。
- 对攻战术。
- 拉攻战术。
- 削中反攻战术。
- 搓攻战术[11]。

## 休閒或體育
從專業的角度而言，桌球對於身體的協調，包括步法、身法、揮擊、視力、反應等皆有高度要求。但桌球給予觀眾或業餘愛好者的感覺往往比較像是休閒活動而非體育運動，這其實是很多原因造成的：
1. 桌球器材體積受限於發明之初的立意，定調為室內運動，而在1950年代後，因隨著工業發展以日本為首的許多國家開始研發新的膠皮、膠水、底板等器材，而使球的旋轉與速度大大提升。原本，因體積小而較为強調技術細膩的桌球更加需要重球感及訓練，技術層次不高的業餘玩家常因器材性能太好而難以控制回球，或因訓練不足而對來球的旋轉與軌跡判斷錯誤。
2. 打桌球為了得分常用速度及落點取勝。在場地面積小、球速又快、落點刁鑽、急於進攻的取勝意識前提下，加上業餘玩家身體素質不足，通常難以反應過來而對來回球作出正確決策。

綜合以上兩點，在一場真正的比賽中，恐怕只有超一流球員容易有精彩多次的回合，大部分的玩家常陷在發球搶攻戰與無謂失誤的輪迴中。因此，很多桌球選手在訓練時往往汗流浹背，但在比賽時卻沒有得到多少運動。
也就是說，抱持強迫取分的激進心態打球，打桌球可能變成一件枯燥的事；但若抱持連續互相抽球多回合以及強身健體的意識打球，打桌球就是兼具休閒娛樂、體育健身、觀賞性、老少咸宜且易於上手的運動。

## 比賽
- 世界乒乓球锦标赛
- 世界杯乒乓球赛
- 夏季奧林匹克運動會桌球比賽
- 國際桌總職業巡迴賽（現已停辦）
- 世界乒乓球職業大聯盟WTT总决赛、WTT大满贯、WTT冠军赛、WTT球星挑战赛、WTT支线赛
- WTT世界青少年乒乓球锦标赛
- 亞洲運動會桌球比賽
- 亞洲乒乓球錦標賽
- 亞洲盃乒乓球錦標賽
- 歐洲桌球錦標賽
- 歐洲16強賽（原歐洲12強賽）
- 中华人民共和国全国运动会乒乓球比赛
- 全国乒乓球锦标赛

## 乒乓球名人

### 中國大陸
| - 容国团 - 邱鐘惠 - 王傳耀 - 乔红 - 莊则栋 - 蔡振華 - 江嘉良 - 陳龍燦 - 馬文革 - 邓亚萍 - 孔令輝 - 劉國梁 - 劉國棟 - 李菊 - 王楠 - 张怡宁 - 王励勤 | - 马琳 - 王皓 - 丁松 - 劉國正 - 牛劍鋒 - 郭躍 - 陳玘 - 邱貽可 - 李富荣 - 徐寅生 - 张燮林 - 張繼科 - 許昕 - 馬龍 - 劉詩雯 - 郭焱 - 丁寧 | - 李曉霞 - 朱雨玲 - 陳夢 - 陳靜 - 王濤 - 武楊 - 樊振東 - 方博 - 周雨 - 林高遠 - 王曼昱 - 梁靖崑 - 陳幸同 - 王楚钦 - 孫穎莎 - 林詩棟 |  |

### 香港
| - 傅其芳 - 姜永寧 - 齊寶華 - 李靜 - 高禮澤 - 張鈺 - 梁柱恩 - 唐鵬 - 謝嘉俊 - 黃鎮廷 | - 何鈞傑 - 林菱 - 帖雅娜 - 張瑞 - 柳絮飛 - 姜華珺 - 于國詩 - 李皓晴 - 杜凱琹 - 蘇慧音 |  |  |

### 臺灣
- 莊智淵
- 蔣澎龍
- 吳志祺
- 江宏傑
- 陳建安
- 林昀儒
- 鄭怡靜
- 陳思羽
- 黃怡樺
- 張雁書
- 高承睿
- 吳文嘉

### 日本
- 荻村伊智朗
- 長谷川信彦
- 高島規郎
- 齋藤清
- 水谷隼
- 福原愛
- 平野早矢香
- 福岡春菜
- 石川佳純
- 吉田海偉
- 小山智丽
- 松下浩二
- 丹羽孝希
- 松平健太
- 森薗政崇
- 平野美宇
- 吉村真晴
- 大島祐哉
- 早田希娜
- 加藤美優
- 伊藤美誠
- 張本智和
- 張本美和

### 新加坡
- 李佳薇
- 馮天薇
- 于夢雨

### 韓國
- 金澤洙
- 柳承敏
- 吳尚垠
- 刘南奎
- 玄静和
- 金暻娥
- 朱世赫
- 李廷祐
- 梁夏銀
- 李相秀
- 徐孝元
- 鄭榮植
- 田志希
- 張禹珍
- 申裕斌
- 林鐘勳

### 瑞典
- 扬·奥韦·瓦尔德内尔
- 约尔根·佩尔森
- 彼得·卡爾松
- 克里斯蒂安·卡爾松
- 馬蒂亞斯·法爾克
- 特魯爾斯·莫雷加德

### 白俄羅斯
- 弗拉基米尔·维克托罗维奇·萨姆索诺夫

### 德國
- 蒂莫·波尔
- 迪米特里·奥恰洛夫
- 派翠克·法蘭茲卡

### 法國
- 西蒙·高茨
- 亞歷克西·勒布倫
- 費利克斯·勒布倫

### 巴西
- 雨果·卡爾德拉諾

### 奧地利
- 施拉格

### 丹麥
- 米凱爾·梅茲

### 希臘
- 卡里尼科斯·格林卡

### 葡萄牙
- 馬科斯·弗雷塔斯

### 英國
- 利亞姆·皮奇福德

## 商业相关
乒乓球运动曾被做成第一个成功的商业化电视游戏「Pong」。

## 政治相关
1970年代，美中关系极度紧张，中国邀请美国乒乓球队訪中，其后中国乒乓球队回访。这成为了改善美中关系的一个新起点。不久，美国总统尼克松访中，这是美国总统首次来中国访问。因此人们把这次历史事件称为“乒乓外交”。此外，这次“小球转大球”的关键人物是中国体育队员庄则栋。因为他的热情友好，结识了美国乒乓球运动员格伦·科恩，从而发展出一段美中建交的外交關係。

## 外部連結
- 國際乒乓球委員會 （页面存档备份，存于）